# Pole (Musiker)

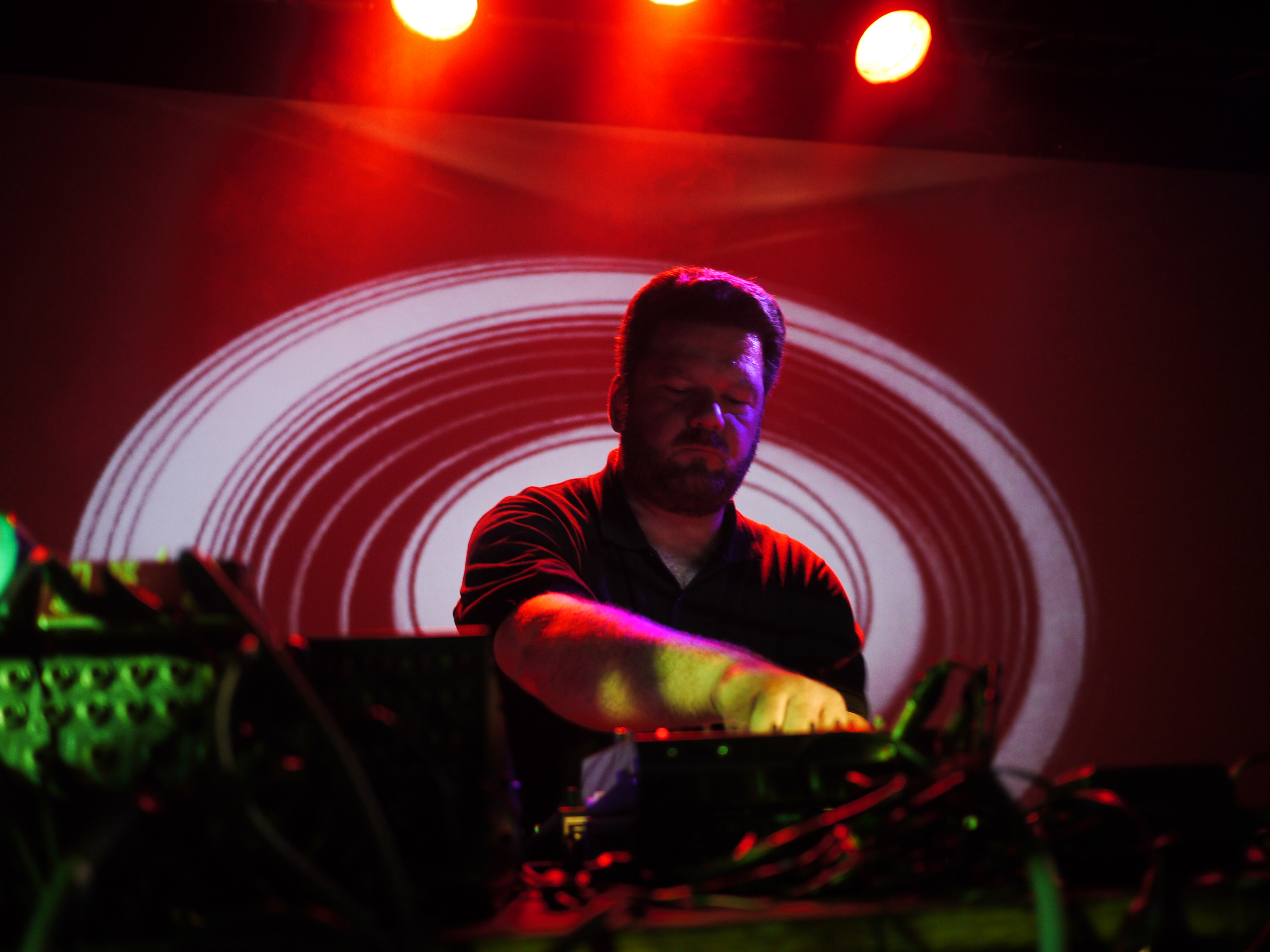
Pole bei einem Auftritt 2011

Pole alias Stefan Betke (* 18. Februar 1967 in Düsseldorf) ist ein deutscher Dub-Techno-Musiker, Musikproduzent, Mastering Engineer und Labelbetreiber.

## Leben und Werdegang
Stefan Betke wurde 1967 in Düsseldorf geboren, wo er auch aufwuchs. Er spielte in verschiedenen Bands Keyboard und Synthesizer.
Mitte der 1990er Jahre entdeckte der damals in Köln lebende Musiker bei der Arbeit mit einem defekten Waldorf 4-Pole-Analogfilter ein charakteristisches Knacksen, das er als Basis für die Produktion erster Musikstücke nutzte.
1996 zog Betke nach Berlin, wo er weitere Musikstücke produzierte und als Mastering Engineer bei Dubplates & Mastering arbeitete. Sein simpel 1 betiteltes Album erschien 1998 auf Kiff SM und erhielt gute bis sehr gute Kritiken. 1999 und 2000 erschienen die Folgealben der Serie 2 und 3. Später erschien noch das Remixalbum R mit Betkes eigenen Variationen sowie Remixen von Kit Clayton und Burnt Friedman.
1999 gründete Betke gemeinsam mit Barbara Preisinger das Label ~scape, auf dem neben eigenen Veröffentlichungen als Pole unter anderem Jan Jelinek, Deadbeat, Kit Clayton, Safety Scissors, John Tejada und Mapstation veröffentlichten. Im gleichen Jahr verließ Betke Dubplates & Mastering und gründete sein eigenes Mastering-Studio Scape Mastering.
2003 folgte das selbstbetitelte Album Pole auf Mute. Bevor Betke 2008 seine ersten Alben als Compilation 1 2 3 auf ~scape wiederveröffentlichte, erschien 2007 das Album Steingarten.
Im Jahr 2011 gründete Betke mit Pole ein weiteres Label, auf dem neben Wiederveröffentlichungen bisheriger Pole-Werke auch eine neue Waldgeschichten betitelte Serie von 12" erschien.
Live trat Betke als Pole unter anderem im Londoner Fabric, dem Berliner Watergate und im New Yorker The Bunker auf.

## Diskografie (Auswahl)

### Alben
- 1998: 1 (Kiff SM)
- 1999: 2 (Kiff SM)
- 2000: 3 (Kiff SM)
- 2001: R (~scape)
- 2003: Pole (Mute)
- 2007: Steingarten (~scape)
- 2008: 1 2 3 (Compilation-Album, ~scape)
- 2015: Wald (Pole)
- 2017: mit Conrad Schnitzler – Con-Struct (Bureau B)
- 2020: Fading (Mute)
- 2022: Tempus (Mute)

### Singles & EPs
- 1998: Tanzen (Kiff SM)
- 1998: Raum Eins / Raum Zwei (DIN)
- 2000: Rondell (Kiff SM)
- 2000: Four Tet v Pole EP (Split-EP mit Four Tet, Leaf)
- 2002: Mein Freund Der Baum (mit Manuela Krause, Monika Enterprise)
- 2003: 90/90 (Mute)
- 2003: 45/45 (Mute)
- 2007: Steingarten Remixes (~scape)
- 2007: Steingarten Remixes 2 (~scape)
- 2007: Steingarten Remixes 3 (~scape)
- 2007: Steingarten Remixes 4 (~scape)
- 2008: Alles Gute / Alles Klar (~scape)
- 2011: Waldgeschichten (Pole)
- 2011: Waldgeschichten 2 (Pole)
- 2011: The Synth Remixes (mit Sistol, Slices Of Life)
- 2012: Waldgeschichten 3 (Pole)
- 2012: In Dubs (mit Roll The Dice, Leaf)
- 2016: Lurch (Version) (Pole)